# Für Dich – Akustik Best Of
Für Dich – Akustik Best Of ist das erste Best-of-Album der deutschen Popschlager-Sängerin Vanessa Mai.

## Entstehung und Veröffentlichung
Alle Stücke des Albums wurden von externen Autoren verfasst. Die meisten Titel wurden von den Komponisten und Liedtextern Dieter Bohlen, Olaf Roberto Bossi, Felix Gauder und Oliver Lukas geschrieben. Produziert wurden alle Lieder durch Bohlen oder Gauder; wobei Bohlen durch den Koproduzenten Joachim Mezei vom Hamburger Jeopark Studio unterstützt wurde. Für die Abmischung, das Arrangement und die Programmierung waren ebenfalls Gauder und Mezei verantwortlich. Das Album wurde unter den Musiklabels Ariola und Music for Millions veröffentlicht und durch Sony Music vertrieben.
Auf dem Cover des Albums ist – neben Künstlernamen und Albumtitel – das Gesicht Mais zu sehen. Bei dem Coverbild handelt es sich, mit einer minimalen Abweichung, um das gleiche wie dem von Mais dritten Studioalbum Für Dich. Der Unterschied beider Bilder besteht darin, dass auf dem Studioalbum Mais Gesicht gerade zu sehen ist, während sie hierbei das Gesicht etwas nach links, an ihren Arm, neigt. Auf der Rückseite befindet sich das gleiche Bild wie beim Studioalbum. Die Verpackung des Albums besteht aus einem Pappschuber. Es zeigt Mai von hinten, die an einem Strand spaziert. Das Coverbild stammt von Sandra Ludewig, das Design von Roland Reinsberg.
Die Erstveröffentlichung von Für Dich – Akustik Best Of  erfolgte am 18. Juli 2017. Das Album erschien exklusiv über das Einzelhandelsunternehmen Tchibo. Es ist als Download über deren Homepage und bundesweit in allen Filialen zu erwerben. Das Album besteht aus 20 Titeln und beinhaltet Akustikversionen von Liedern aller zuvor veröffentlichter Live- und Studioalben Mais.

## Inhalt
Alle Liedtexte des Albums sind in deutscher Sprache verfasst. Die meisten Kompositionen und Liedtexte entstammen von Dieter Bohlen, Olaf Roberto Bossi, Felix Gauder und Oliver Lukas. Musikalisch bewegen sich die Lieder im Bereich des Popschlager. Es handelt sich bei allen Stücken um bereits zuvor veröffentlichter Lieder, die neu in akustischer Form aufgenommen wurden. Vier Aufnahmen entstanden bereits im Jahr 2015. Diese stammen aus einer Akustik-Session in den Bader Studios in Weil der Stadt, die zu Promozwecken im Vorfeld zur Veröffentlichung von Wachgeküsst, in Kooperation mit dem „Playlist-Kurator und Musik-Empfehler“ Filtr, erfolgte. Die Begleitband hierbei bestand aus Markus Braun (Kontrabass), Martin Hauser (Perkussion), Andrea Josten (Chor), George Kousa (Arrangement und Gitarre), René Letters (Schlagzeug), Florian Lipphardt (Piano) und Nikola Sofranac (Chor und Gitarre). Die Titelliste setzt sich aus einem „Best Of“ der ersten drei Studioalben zusammen, lediglich ein Titel wurde nie in einer Studioversion veröffentlicht. Ohne dich (schlaf ich heut Nacht nicht ein) wurde nur in einer Liveversion aus Mais zweiten Livealbum Für Dich – Live aus Berlin veröffentlicht. Bei dem Lied Für dich handelt es sich um eine exakte Kopie des Nummer-eins-Hits von Yvonne Catterfeld aus dem Jahr 2003. Ohne dich (schlaf ich heut Nacht nicht ein) ist im Original ein Nummer-eins-Erfolge der Münchener Freiheit von 1985.
| #  | Titel                                          | Autor(en)                                        | Produzent(en)                              | Studioversion veröffentlicht auf: | Länge |
| 1  | Wachgeküsst                                    | Olaf Roberto Bossi, Felix Gauder, Alexandra Kuhn | Felix Gauder                               | Wachgeküsst                       | 3:40  |
| 2  | Meilenweit                                     | Dieter Bohlen                                    | Dieter Bohlen, Joachim Mezei (Koproduzent) | Für Dich                          | 3:28  |
| 3  | Für dich                                       | Dieter Bohlen, Lukas Hilbert, Klaus Hirschburger | Dieter Bohlen, Joachim Mezei (Koproduzent) | Für Dich                          | 4:47  |
| 4  | Wolke 7                                        | Felix Gauder, Oliver Lukas, Oli Nova             | Felix Gauder                               | Wachgeküsst                       | 3:57  |
| 5  | Ohne dich (schlaf ich heut Nacht nicht ein)    | Michael Kunze, Aron Strobel, Stefan Zauner       |                                            | Für Dich – Live aus Berlin        | 3:36  |
| 6  | Der Zaubertrank ist leer                       | Olaf Roberto Bossi, Felix Gauder, Alexandra Kuhn | Felix Gauder                               | Endlos verliebt                   | 3:23  |
| 7  | Sommerliebe (Filtr Sessions Acoustic)          | Olaf Roberto Bossi, Felix Gauder, Alexandra Kuhn | Felix Gauder                               | Wachgeküsst                       | 3:45  |
| 8  | Herz an Herz                                   | Dieter Bohlen, Oliver Lukas                      | Dieter Bohlen, Joachim Mezei (Koproduzent) | Für Dich                          | 3:38  |
| 9  | In all deinen Farben (Filtr Sessions Acoustic) | Tamara Olorga, Lena Pesch                        | Felix Gauder                               | Wachgeküsst                       | 3:53  |
| 10 | Ich liebe dich                                 | Dieter Bohlen                                    | Dieter Bohlen, Joachim Mezei (Koproduzent) | Für Dich                          | 3:15  |
| 11 | Ohne dich                                      | Dieter Bohlen                                    | Dieter Bohlen, Joachim Mezei (Koproduzent) | Für Dich                          | 3:59  |
| 12 | Jeans, T-Shirt und Freiheit                    | Olaf Roberto Bossi, Felix Gauder, Alexandra Kuhn | Felix Gauder                               | Endlos verliebt                   | 3:40  |
| 13 | Wie ein Blitz                                  | Dieter Bohlen, Oliver Lukas                      | Dieter Bohlen, Joachim Mezei (Koproduzent) | Für Dich                          | 4:15  |
| 14 | Zauberland (Filtr Sessions Acoustic)           | Felix Gauder, Oliver Lukas, Oli Nova             | Felix Gauder                               | Wachgeküsst                       | 3:28  |
| 15 | Willst du oder nicht                           | Dieter Bohlen, Oliver Lukas                      | Dieter Bohlen, Joachim Mezei (Koproduzent) | Für Dich                          | 3:19  |
| 16 | Du bist meine Insel                            | Tobias Reitz, Thomas Rosenfeld                   | Felix Gauder                               | Endlos verliebt                   | 3:34  |
| 17 | Ein Zelt am See (Filtr Sessions Acoustic)      | Felix Gauder, Oliver Lukas, Oli Nova             | Felix Gauder                               | Wachgeküsst                       | 3:42  |
| 18 | Phänomenal                                     | Dieter Bohlen, Oliver Lukas                      | Dieter Bohlen, Joachim Mezei (Koproduzent) | Für Dich                          | 3:22  |
| 19 | Ich hör auf mein Herz                          | Dieter Bohlen, Oliver Lukas                      | Dieter Bohlen, Joachim Mezei (Koproduzent) | Für Dich                          | 3:41  |
| 20 | Kann’s nicht Glauben                           | Dieter Bohlen, Oliver Lukas                      | Dieter Bohlen, Joachim Mezei (Koproduzent) | Für Dich                          | 3:38  |

## Mitwirkende
Albumproduktion
- Dieter Bohlen – Komponist (Lieder 2-3, 8, 10-11, 13, 15, 18-20), Liedtexter (Lieder 2-3, 8, 10-11, 13, 15, 18-20), Musikproduzent (Lieder 2-3, 8, 10-11, 13, 15, 18-20)
- Olaf Roberto Bossi – Komponist (Lieder 1, 6-7, 12), Liedtexter (Lieder 1, 6-7, 12)
- Felix Gauder – Abmischung (Lieder 1, 4, 6-7, 9, 12, 14, 16-17), Arrangement (Lieder 1, 4, 6-7, 9, 12, 14, 16-17), Komponist (Lieder 1, 4, 6-7, 12, 14, 17), Liedtexter (Lieder 1, 4, 6-7, 12, 14, 17), Musikproduzent (Lieder 1, 4, 6-7, 9, 12, 14, 16-17)
- Lukas Hilbert – Liedtexter (Lied 3)
- Klaus Hirschburger – Liedtexter (Lied 3)
- Alexandra Kuhn – Komponist (Lieder 1, 6-7, 12), Liedtexter (Lieder 1, 6-7, 12)
- Michael Kunze – Liedtexter (Lied 15)
- Oliver Lukas – Komponist (Lieder 4, 14, 17), Liedtexter (Lieder 4, 8, 13-15, 17-20)
- Joachim Mezei – Abmischung (Lieder 2-3, 8, 10-11, 13, 15, 18-20), Koproduzent (Lieder 2-3, 8, 10-11, 13, 15, 18-20), Programmierung (Lieder 2-3, 8, 10-11, 13, 15, 18-20)
- Oli Nova – Komponist (Lieder 4, 14, 17), Liedtexter (Lieder 4, 14, 17)
- Tamara Olorga – Komponist (Lied 9), Liedtexter (Lied 9)
- Lena Pesch – Komponist (Lied 9), Liedtexter (Lied 9)
- Tobias Reitz – Liedtexter (Lied 9)
- Thomas Rosenfeld – Komponist (Lied 9)
- Aron Strobel – Komponist (Lied 15), Liedtexter (Lied 15)
- Stefan Zauner – Komponist (Lied 15), Liedtexter (Lied 15)

Artwork (Cover)
- Sandra Ludewig: Fotograf
- Roland Reinsberg: Artwork

Unternehmen
- Ariola: Musiklabel
- Music for Millions: Musiklabel
- Sony Music: Vertrieb